# 引导扇区

这个例子展示了分布在硬盘扇区上的 GNU GRUB 的各种组件。 当 GRUB 被安装在硬盘上时，boot.img 会被写入该硬盘的引导扇区。 boot.img 的大小只有 446 字节。

啟動磁區是硬碟、軟碟或類似的資料儲存裝置的一個磁區，內含負責啟動（booting）「存放在碟片（disk）的其他部份的程式（通常，但不必然是作業系統）」的機械碼。
通常，硬盘的第一个扇区是引导扇区，与扇区大小（512或4096字节）和分区形式（MBR或GPT）无关。
定义一个特定扇区作为引导扇区的目的是固件和操作系统之间的互操作性。
首先链式加载固件（例如，BIOS），然后是引导扇区中包含的一些代码，然后，例如，操作系统，其目的是最大的灵活性。

## 引导扇区损坏
如果引导扇区受到物理损坏，则硬盘将不再可引导，除非与将未损坏扇区定义为引导扇区的自定义 BIOS 一起使用。 但是，由于第一个扇区还包含有关硬盘分区的数据，因此除非与自定义软件一起使用，否则硬盘将完全无法使用。

## 分区表
一个硬盘可以被分成多个分区，在传统操作系统上这是被预期的。引导扇区有兩種：
- 卷引导记录是磁碟未被分割的第一個磁區，或已分割的分區的第一個磁區，包含了載入與喚起作業系統(放在這個分區之內或放在這個磁碟上)的碼。[5]

- 主引导记录是磁碟已被分割的第一個磁區，它包含定位活動分割區與喚起它的VBR的碼。

## 操作
IBM PC兼容机上，BIOS不在意VBR與MBR的不同，甚至分割區。韌體只是載入並執行磁碟的第一個磁區(sector)，在MBR裡的碼，才知道磁碟分割訊息；且是負責載入啟動活動分割區的VBR的地方。
如果你從「一個沒有安裝作業系統的磁碟」啟動，螢幕會顯示"Please Insert a bootable disc and press a key"；這是開機磁區(boot sector)顯示的，而不是機器的韌體。

## 引导扇区病毒
由于引导扇区中的代码是自动执行的，因此引导扇区在历史上一直是计算机病毒的常见攻击媒介。
为了对抗这种行为，系统 BIOS 通常包含一个选项，以防止软件写入任何连接的硬盘驱动器的第一个扇区；因此，它可以保护包含分区表的主引导记录不被意外覆盖，但不能保护可引导分区中的卷引导记录。 根据 BIOS，写入受保护扇区的尝试可能会在用户交互或不交互的情况下被阻止。然而，大多数 BIOS 将显示一条弹出消息，让用户有机会覆盖该设置。默认情况下禁用 BIOS 选项，因为该消息可能无法在图形模式下正确显示，并且阻止访问 MBR 可能会导致操作系统设置程序或磁盘访问、加密或分区工具（如 FDISK）出现问题，这些工具可能尚未写入请注意这种可能性，导致它们不正常地中止并可能使磁盘分区处于不一致状态。

例如，恶意软件 NotPetya 试图获得操作系统的管理权限，然后会尝试覆盖计算机的引导扇区。 CIA 还开发了试图修改引导扇区的恶意软件，以加载其他恶意软件使用的额外驱动程序。